# Gautier II de Brienne
Pour les autres membres de la famille, voir Maison de Brienne.
Pour les articles homonymes, voir Brienne et Gautier de Brienne.
 (juillet 2009).
Si vous disposez d'ouvrages ou d'articles de référence ou si vous connaissez des sites web de qualité traitant du thème abordé ici, merci de compléter l'article en donnant les références utiles à sa vérifiabilité et en les liant à la section « Notes et références ».
Gautier II de Brienne (né vers 1095, † entre 1156 et 1161) est comte de Brienne et seigneur de Ramerupt, en Champagne. Il est le fils de Érard Ier, comte de Brienne, et d'Alix de Ramerupt.

## Biographie
Il est convoqué en 1141 par Renaud III de Soissons qui réglait alors sa succession.
Lors de la fondation en 1143 à Brienne-la-Vieille de l'abbaye de Basse-Fontaine, il donne aux moines de nombreux biens, terres et dépendances.
Il part pour la deuxième croisade en 1147 aux côtés du roi Louis VII.
Il serait revenu sur ses terres avant 1151 et serait décédé vers 1161.

## Mariage et enfants
Il se maria probablement quatre fois.
Tout d'abord avec (1) Humbeline de Baudement (probablement mariée en premières noces avec Anséric II de Chacenay), fille d'André de Baudement et d'Agnès de Braine.
Puis avec (2) Adèle (de Soissons, fille de Jean, comte de Soissons ?).
Puis à la mort de cette dernière en 1137, avec (3) Humbeline de Troyes.
Et enfin en 1146 avec une dénommée (4) Adélais (nom de famille inconnu). (le site MedLands ne lui attribue que deux épouses, la première étant Humbeline de Baudémont, et la seconde étant seulement nommée Adèle, sans filiation ; l'attribution exacte de la mère des enfants de Gautier est donc incertaine) :
- de (1) : Agnès de Brienne qui épouse Jacques Ier de Chacenay ;
- de (1) ou (2) : Guy de Brienne, probablement mort jeune († après 1143) ;
- de (2) : Érard II de Brienne, qui succède à son père ;
- de (2) : André de Brienne, qui hérite de la seigneurie de Ramerupt ;
- de (2) : Eustache de Brienne, possible héritier de la seigneurie de Conflans ;
- de (2) : Jean de Brienne († 1191) abbé de Beaulieu de 1157 à 1192 ;
- de (2) : Marie de Brienne, mariée à Gautier de Saint-Omer, seigneur de Fauquemberghes ;
- de (2) : Elvide de Brienne qui épouse Barthélemy, seigneur de Vignory ;
- de (2 ou +) : Adélais de Brienne, citée dans une charte de 1152 ;
- de (2 ou +) : Félicité de Brienne, citée dans une charte de 1144.

## Sources
- Marie Henry d'Arbois de Jubainville, Histoire des Ducs et Comtes de Champagne, 1865.
- Marie Henry d'Arbois de Jubainville, Catalogue d'actes des comtes de Brienne, 950-1356..., 1872.